# بيرسفيلد (نيويورك)
بيرسفيلد (بالإنجليزية: Piercefield, New York)‏ هي بلدة أمريكية تقع في الولايات المتحدة في مقاطعة سانت لورنس، نيويورك. يقدر عدد سكانها بـ 310 نسمة ومساحتها 287.7 كم2 وترتفع عن سطح البحر 500 متر.